# Фанчэнган
Фанчэнга́н (кит. упр. 防城港, пиньинь Fángchénggǎng, буквально: «порт Фанчэн»; чжуанск. Fangzcwngzgangj) — городской округ в Гуанси-Чжуанском автономном районе КНР. Морской порт Фанчэнган — последний китайский порт перед границей с Вьетнамом.

## История
В эпоху Южных и Северных династий, когда эти земли находились в составе государства Лян, была создана Аньчжоуская область (安州). После объединения китайских земель в империю Суй Аньчжоуская область была в 598 году переименована в Циньчжоускую область (钦州). Во времена империи Сун была создана Шансыская область (上思州). После монгольского завоевания и образования империи Юань Циньчжоуская область была преобразована в Циньчжоуский регион (钦州路). После свержения власти монголов и образования империи Мин «регионы» были переименованы в «управы» — так в 1369 году появилась Циньчжоуская управа (钦州府) провинции Гуандун. Однако уже в 1374 году Циньчжоуская управа была понижена в статусе и вновь стала Циньчжоуской областью, которая с 1381 года была подчинена Ляньчжоуской управе (廉州府). Во времена империи Цин область была в 1888 году повышена в статусе до «непосредственно управляемой» (то есть, стала подчиняться напрямую властям провинции, минуя промежуточный уровень в виде управы), и при этом из неё был выделен уезд Фанчэн (防城县). В 1892 году Шансыская область была преобразована в Шансыский непосредственно управляемый комиссариат (上思直隶厅). После Синьхайской революции в Китае была проведена реформа структуры административного деления, в ходе которой управы, области и комиссариаты были упразднены, и поэтому в 1913 году Шансыский комиссариат был преобразован в уезд Шансы.
После вхождения этих мест в состав КНР в конце 1949 года уезд Фанчэн вошёл в состав Специального района Наньлу (南路专区) провинции Гуандун. В 1950 году уезд Фанчэн перешёл в состав нового Специального района Циньлянь (钦廉专区); тогда же из уезда Фанчэн был выделен городской уезд Дунсин. В 1951 году Специальный район Циньлянь был переименован в Специальный район Циньчжоу (钦州专区) и с 1952 года официально перешёл в состав провинции Гуанси, при этом городской уезд Дунсин был вновь присоединён к уезду Фанчэн.
Уезд Шансы в 1949 году вошёл в состав Специального район Наньнин (南宁专区) провинции Гуанси. В 1951 году Специальный район Наньнин был расформирован, и уезд перешёл в состав Специального района Лунчжоу (龙州专区), тогда же переименованного в Специальный район Чунцзо (崇左专区). В декабре 1952 года в провинции Гуанси был создан Гуйси-Чжуанский автономный район (桂西壮族自治区), и Специальный район Чунцзо вошёл в его состав.  Впоследствии в 1953 году Специальный район Чунцзо был объединён со Специальным районом Биньян (宾阳专区), образовав Специальный район Юннин (邕宁专区). Затем Специальный район Юннин был расформирован, а входившие в его состав административные единицы были напрямую подчинены властям Гуйси-Чжуанского автономного района. В 1956 году Гуйси-Чжуанский автономный район был переименован в Гуйси-Чжуанский автономный округ (桂西僮族自治州). В 1957 году был вновь создан Специальный район Юннин. В 1958 году автономный округ был упразднён, а вся провинция Гуанси была преобразована в Гуанси-Чжуанский автономный район. Специальный район Юннин был в 1958 году расформирован, и был опять создан Специальный район Наньнин. 
Тем временем в 1955 году Специальный район Циньчжоу вернулся в состав провинции Гуандун, где был переименован в Специальный район Хэпу (合浦专区). В 1957 году западная часть уезда Фанчэн была выделена в отдельный Шиваньшань-Чжуан-Яоский автономный уезд (十万山僮族瑶族自治县). В мае 1958 года Шиваньшань-Чжуан-Яоский автономный уезд был переименован в Дунсинский многонациональный автономный уезд (东兴各族自治县). В декабре 1958 года уезд Фанчэн был присоединён к Дунсинскому многонациональному автономному уезду.
В 1959 году Специальный район Хэпу был присоединён к Специальному району Чжаньцзян (湛江专区).
В 1965 году в составе Гуанси-Чжуанского автономного района был вновь создан Специальный район Циньчжоу, в состав которого были переданы, в частности, уезд Шансы из состава Специального района Наньнин, и Дунсинский многонациональный автономный уезд из состава Специального района Чжаньцзян провинции Гуандун. В 1971 году Специальный район Циньчжоу был переименован в Округ Циньчжоу (钦州地区).
Постановлением Госсовета КНР от 25 декабря 1978 года Дунсинский многонациональный автономный уезд был переименован в Фанчэнский многонациональный автономный уезд (防城各族自治县).
В марте 1985 года был создан Фанчэнский портовый район (防城港区), подчинённый напрямую властям Гуанси-Чжуанского автономного района.
Постановлением Госсовета КНР от 23 мая 1993 года были расформированы Фанчэнский многонациональный автономный уезд и Фанчэнский портовый район, и создан городской округ Фанчэнган, в состав которого также перешёл уезд Шансы; на землях бывших  Фанчэнского многонационального автономного уезда и Фанчэнского портового района были созданы районы Фанчэн и Ганкоу. 
17 июля 1993 года в составе района Фанчэн была образована Дунсинская зона экономического развития (东兴经济开发区).
Постановлением Госсовета КНР от 29 апреля 1996 года из района Фанчэн был выделен городской уезд Дунсин.

## Административно-территориальное деление
Городской округ Фанчэнган делится на 2 района, 1 городской уезд, 1 уезд:
| Карта                      | Карта    | Карта     | Карта        | Карта            | Карта         |
| -------------------------- | -------- | --------- | ------------ | ---------------- | ------------- |
| Ганкоу Фанчэн Шансы Дунсин |          |           |              |                  |               |
| Статус                     | Название | Иероглифы | Пиньинь      | Население (2010) | Площадь (км²) |
| Район                      | Ганкоу   | 港口区    | Gǎngkǒu qū   |                  |               |
| Район                      | Фанчэн   | 防城区    | Fángchéng qū |                  |               |
| Городской уезд             | Дунсин   | 东兴市    | Dōngxīng shì |                  |               |
| Уезд                       | Шансы    | 上思县    | Shàngsī xiàn |                  |               |

## Экономика

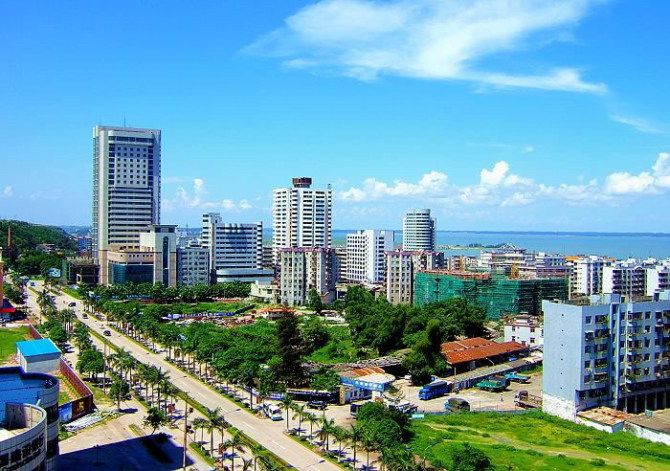
Ганкоу

В Фанчэнгане базируются металлургические заводы Guangxi Iron and Steel Group и Shenglong Metallurgical, химические заводы Chuanjinnuo Chemical, Huahai Chemical, Shunyu Chemical и Tianmu Chemical, пищевые фабрики Kerry Oils & Grains, Yihai Soybeans Industries, Henglilong Food, Shangshang Sugar Industry, Baotong Refrigeration Food, Ausca Oils and Grains Industries и Nuonuo Food.
Дунсин является крупным перевалочным пунктом торговли между Китаем и Вьетнамом. В округе расположены АЭС Фанчэнган и крупный терминал по приёму СПГ (совместное предприятие компаний China National Offshore Oil Corporation и Fangcheng Port).

## Транспорт

### Водный
В первой половине 2024 года суммарный грузооборот порта залива Бэйбу составил 157,2 млн тонн, увеличившись на 5,46 % в годовом исчислении. 

### Рельсовый
Строится 106-километровая высокоскоростная железнодорожная линия Фанчэн — Дунсин, проходящая через 8 туннелей и 32 моста.

### Автомобильный
В декабре 2024 года открылся 7,6-километровый мост Лунмэнь, связавший Фанчэнган и Циньчжоу.